# Bee Gees How Can EP(1)

## Közreműködők
- Barry Gibb – ének, gitár
- Maurice Gibb – ének,  gitár, zongora, orgona, basszusgitár
- Robin Gibb – ének
- Alan Kendall – gitár
- Geoff Bridgeford – dob
- stúdiózenekar Bill Shepherd vezényletével

## A lemez dalai
- How Can You Mend a Broken Heart    (Barry és Robin Gibb) (1970), stereo 3:58, ének: Barry Gibb, Robin Gibb
- Back Home (Barry, Robin és Maurice Gibb)  (1970), stereo 1:51, ének: Barry Gibb, Robin Gibb, Maurice Gibb
- Country Woman (Maurice Gibb)  (1971), stereo 2:48, ének: Maurice Gibb
- 2 Years On (Robin Gibb, Maurice Gibb)  (1970), stereo 3:57, ének: Robin Gibb